# Агнес фон Мансфелд-Айзлебен
Агнес фон Мансфелд-Айзлебен (на немски: Agnes von Mansfeld-Eisleben; die schöne Mansfelderin * 1551; † 1637), наричана „Красивата Мансфедка“, е графиня от Мансфелд-Айзлебен и се омъжва за станалия протестант Гебхард I фон Валдбург, архиепископ и курфюрст на Кьолн, което предизвиква така наречената „Трушсеска война“ или също „Кьолнска война“ (1583 – 1588).

## Биография
Дъщеря е на граф Йохан Георг I фон Мансфелд-Айзлебен († 1579) и съпругата му Катарина фон Мансфелд-Хинтерорт († 1582), дъщеря на граф Албрехт VII фон Мансфелд-Хинтерорт и графиня Анна фон Хонщайн-Клетенберг.
Агнес фон Мансфелд-Айзлебен e протестантска канониска в манастир Гересхайм (днес част от град Дюселдорф) и се влюбва в католическия архиепископ на Кьолн Гебхард I фон Валдбург, Трушсес фон Валдбург. Заради нея той става през декември 1582 г. протестант и загубва така правата си в архиепископството. Папата го отлъчва от църквата. Това предизвиква така наречената „Трушсеска война“ или също „Кьолнска война“.
Агнес фон Мансфелд-Айзлебен се омъжва на 2 февруари 1583 г. в Бон за станалия протестант фрайхер Гебхард I фон Валдбург (* 10 ноември 1547; † 31 май 1601, Щрасбург), архиепископ на Кьолн (1580 – 1583), син на фрайхер Вилхелм Трушсес фон Валдбург (1518 – 1566) и графиня Йохана фон Фюрстенберг (1529 – 1589). Двамата трябва да бягат из Германия и през 1589 г. се остановяват в Щрасбург. Бракът е бездетен.
Гебхард определя в завещанието си херцог Фридрих I фон Вюртемберг, заради добрините му, за свой наследник и му дава задачата да се грижи и пази вдовицата му. Агнес живее до смъртта си през 1637 г. под закрилата на херцозите във Вюртемберг. Погребана е в Зулцбах.
По-късно животът на Агнес фон Мансфелд-Айзлебен и връзката с Гебхард е материал за разкази и романи и до днес се изследва исторически (виж Литература).